# زیارت (دشتستان)
زیارت، روستایی است از توابع بخش مرکزی در شهرستان دشتستان استان بوشهر ایران.

## جمعیت
این روستا در دهستان زیارت قرار داشته و بر اساس سرشماری سال ۱۳۸۵ جمعیت آن ۲۹۰۳نفر (۶۶۸خانوار) می‌باشد.

## مووقعیت
این روستا در فاصله ۱۵ کیلومتری غرب شهر برازجان (مرکز شهرستان دشتستان) و ۶۵ کیلومتری شمال شرقی بندر بوشهر (مرکز استان بوشهر) واقع شده است. این روستا مرکز دهستان زیارت می‌باشد.

## تاریخچه
زیارت یکی از قدیمی ترین روستاهای دشتستان می‌باشد. مکان روستا در گذر تاریخ چندین بار در شعاع چند کیلومتری روستای کنونی جابجا شده است. قدیمی ترین اثر قابل توجه که در روستای کنونی بدست آمده یک سنگ قبر مکعبی شکل و یکدست است که متعلق به فرزند امامزاده علاءالدین منصور از نوادگان امام موسی کاظم مربوط به قرن هفتم هجری قمری می‌باشد. بقعه امامزاده منصور که دارای گنبد می‌باشد و دارای سبک معماری تیموری یا سمرقندی و مربوط به قرن هفتم هجری قمری است و در فهرست آثار ملی ایران به ثبت رسیده است و از زیارتگاههای مهم دشتستان می‌باشد. بعد از آمدن علاء الدین منصور در دوره خلفای عباسی به این روستا که آن زمان قلعه خشتی نامیده میشده نام روستا به زیارت تغییر می‌یابد. چرا که افراد از مناطق مختلف برای زیارت آن به این روستا می‌آمده‌اند.

## مردمشناسی
مردم روستا در سده‌های مختلف از مناطق مختلف استان کنونی بوشهر و استاهای فارس، خوزستان و حتی بحرین و عراق و شبه جزیره عربستان به این روستا مهاجرت نموده‌اند و امروزه همه آنها به گویش دشتستانی صحبت می‌نمایند.
این روستا دارای فرهنگ تعزیه خوانی سنتی با قدمتی بیش از ۲۵۰ سال می‌باشد. این روستا دارای ۱۲ شهید و ده‌ها جانباز دوران جنگ تحمیلی می‌باشد. شغل اصلی مردم دامداری و کشاورزی می‌باشد.

## امکانات روستایی
این روستا دارای بانک صادرات و پست بانک و نیز اداره آب و مخابرات دیجیتال، پست، و نیز تعداد ۳ مسجد و ۳ حسینیه و نیز ۵ مدرسه شامل دبستان، راهنمایی و دبیرستان پسرانه و دخترانه می‌باشد ضمناً تعداد ۳ نانوایی و ۱۵ سوپری و ترباری و نیز پاسگاه انتظامی و پایگاه بسیج و پایگاه امداد جاده‌ای حلال احمر می‌باشد. در این روستا جایگاه تعویض روغن و پنچرگیری نیز در ۳ مورد وجود دارد. این روستا دارای شرکت تعاونی روستایی نیز می‌باشد. و همچنین دارای مجتمع پرواربندی با تعداد بیشاز ۱۲۰ قطعه در حال تولید می‌باشند.
اولین روستا در کشور ایران میباشد که کانون فرهنگی و تربیتی در آن احداث شد.

## ره‌آورد
انواع خرما و فراورده‌های آن. ارده (عصاره کنجد). حلوا راشی (نوعی حلوا ارده که با استفاده از ارده و شیره خرما درست می‌شود). ظروف حصیری که از برگ درخت خرما ساخته می‌شوند. فراورده‌های لبنی. نان محلی (نان نازک یا تیری، نان زردو انواع گرده).